# NGC 7162A
NGC 7162A је спирална галаксија у сазвежђу Ждрал која се налази на NGC листи објеката дубоког неба.
Деклинација објекта је - 43° 8' 30" а ректасцензија 22h 0m 35,7s. Привидна величина (магнитуда) објекта NGC 7162 износи 12,7 а фотографска магнитуда 13,3. NGC 7162A је још познат и под ознакама ESO 288-28, MCG -7-45-5, AM 2157-432, PGC 67818.